# Nyamaagiin Enkhbold
Nyamaagiin Enkhbold (en mongol: Нямаагийн Энхболд; Uliastay, Provincia de Zavhan; 6 de enero de 1957) es un político y diplomático mongol que desde 2010 se desempeña como miembro del parlamento y presidente de la Sociedad de la Cruz Roja de Mongolia. Con anterioridad fue ministro de Relaciones Exteriores de Mongolia de 2006 a 2007 y ministro de Defensa de Mongolia de octubre de 2017 a julio de 2020. Ha sido elegido cinco veces consecutivas como miembro del Gran Jural del Estado (parlamento) en representación de la provincia de Töv.

## Biografía
Nyamaagiin Enkhbold nació el 6 de enero de 1957 en Uliastay, en la Provincia de Zavhan (República Popular de Mongolia). Terminó la escuela secundaria en 1974 y comenzó a estudiar en la Universidad Estatal de Artes Gráficas de Moscú en donde se graduó en 1979 con una Licenciatura en Economía. De 1979 a 1980 trabajó como economista en el Ministerio de Cultura. De 1980 a 1986, trabajó como especialista sénior en el Departamento de Planificación del Ministerio de Cultura. En 1986, se convirtió en subdirector de la Imprenta de los Estados. Tres años más tarde, fue ascendido a director de la corporación estatal «Mongol Khevlel». En 1990, completó su formación en el Instituto Político de Moscú donde estudió ciencias políticas.

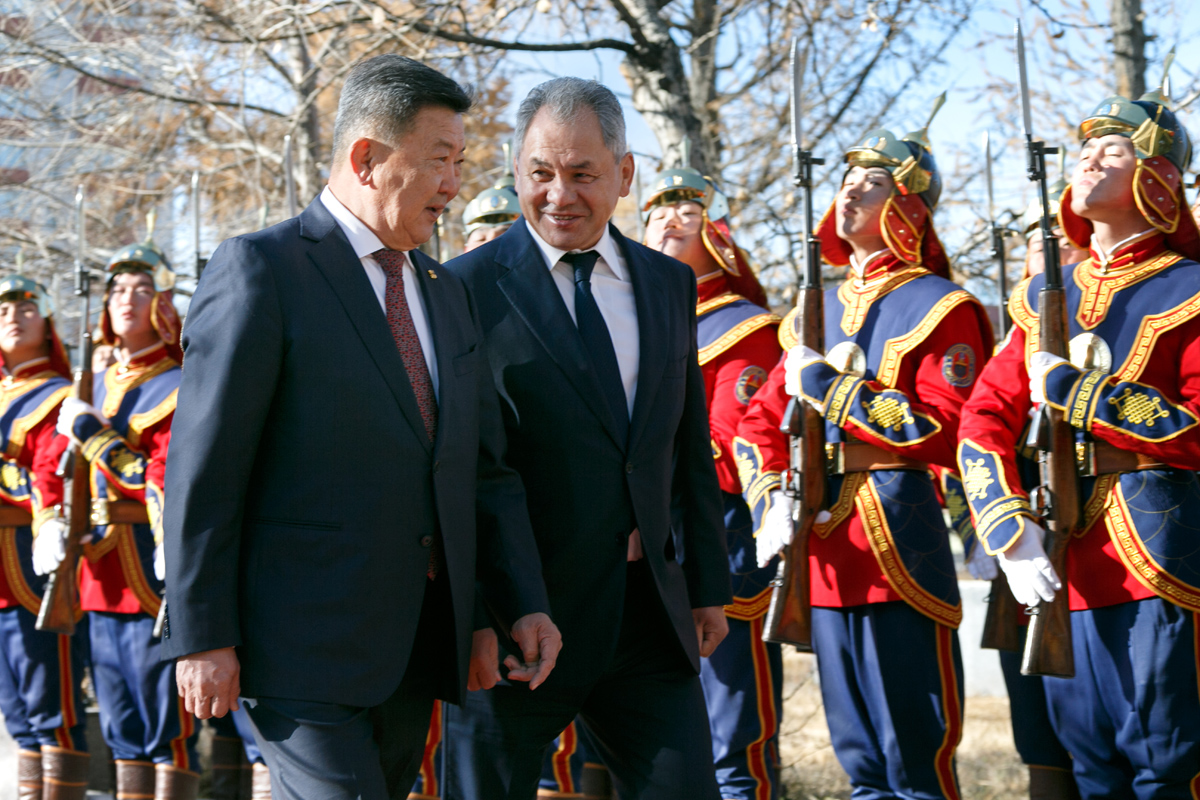
El ministro de Defensa de Mongolia, Nyamaagiin Enkhbold en una visita del ministro de Defensa de Rusia, Serguéi Shoigú, en octubre de 2018 en Ulán Bator

De 1993 a 1995, trabajó como asesor del vice primer ministro de Mongolia. De 1997 a 2000, trabajó como jefe del Departamento de Medios y Relaciones Públicas en la Oficina del Presidente de Mongolia. En 1997, obtuvo un diploma de posgrado (MA) en políticas públicas en la Universidad de Sídney en Australia.
Desde 2000, ha sido elegido cinco veces como miembro Gran Jural del Estado en representación de la provincia de Töv. De 2006 a 2007, se desempeñó como ministro de Relaciones Exteriores de Mongolia, durante la presidencia de Nambaryn Enjbayar. Al año siguiente, se convirtió en mfe de la Secretaría del Gabinete del Presidente. De 2008 a 2012, trabajó como vicepresidente del Gran Jural del Estado. En 2012, fue nuevamente elegido como miembro del Parlamento donde, entre 2012 y 2013, ejerció el puesto de jefe del Grupo del Partido del Pueblo de Mongolia. En 2010, se convirtió en presidente de la Sociedad de la Cruz Roja de Mongolia. Entre 2016 y 2017 fue presidente de la Comisión Permanente de Estructuras del Estado.
El 6 de junio de 2018 participó como invitado de honor en la reunión del Consejo de ministros de defensa de los Estados miembros de la Comunidad de Estados Independientes (CEI) que tuvo lugar en la ciudad de Kizil (República de Tuvá) donde dijo que su país va a desarrollar activamente la cooperación técnico-militar con Rusia.

## Condecoraciones
- Orden de la Estrella Polar (2001)
- Medalla Conmemorativa del 80.º Aniversario de la Revolución de los Pueblos (2001)
- Medalla Conmemorativa del 800.º Aniversario del Establecimiento del Gran Imperio Mongol (2006).[8]